# Nine Types of Light
Nine Types of Light är ett musikalbum av den amerikanska musikgruppen TV on the Radio som gavs ut 2011 på skivbolaget Interscope Records. Det var gruppens fjärde studioalbum. Det fick liksom gruppens tidigare skivor ett mycket positivt bemötande av musikjournalister, även om betyget inte blev riktigt lika högt som för Dear Science. Skivan beskrevs som mer lättillgänglig och mindre experimetell än det nämnda albumet. Albumet snittar på 82/100 på sidan Metacritic.
Albumet kom att bli det sista där gruppens basist Gerard Smith medverkade. Han avled till följd av lungcancer bara nio dagar efter att albumet givits ut.

## Låtlista
1. "Second Song" – 4:22
2. "Keep Your Heart" – 5:43
3. "You" – 4:05
4. "No Future Shock" – 4:03
5. "Killer Crane" – 6:15
6. "Will Do" – 3:46
7. "New Cannonball Blues" – 4:34
8. "Repetition" – 3:46
9. "Forgotten" – 3:40
10. "Caffeinated Consciousness" – 3:21

## Listplaceringar
- Billboard 200, USA: #12[2]
- UK Albums Chart, Storbritannien: #33[3]
- Nederländerna: #82[4]
- Frankrike: #76[5]